# Sebastião Salgado
Sebastião Salgado, född 8 februari 1944 i Aimorés i Minas Gerais i Brasilien, död 23 maj 2025 i Paris i Frankrike, var en brasiliansk-fransk fotograf.
Sebastião Salgado utbildade sig i ekonomi på Universitetet i São Paulo och 1969 också på École nationale de la statistique et de l'administration économique (Ensae) i Paris i Frankrike. Han arbetade från 1971 på International Coffee Organization i London. Han ägnade sig från 1973 åt fotografi på heltid och gjorde då sitt första reportage från Afrika, om torkkatastrofen i Sahel. Han var till en början mest nyhetsfotograf, men ägnade sig sedan åt dokumentärfotografi. År 1979 anslöt han sig till fotografkooperativet Magnum Photos.
År 1986 fick han tillstånd att besöka guldgruvan Serra Pelada i en avlägsen, oländig och het del av Amazonas djungel. Salgado dokumenterade en unik miljö där över 50 000 arbetare genomförde hårt och riskfyllt kroppsarbete i hopp om att hitta guld och förbättra sin livssituation. Bilderna har blivit klassiska och väcker frågor om jämlikhet, rättvisa och förvaltning av naturresurser.
Tillsammans med sin fru, arkitekten Lélia Deluiz Wanick-SalgadoWanick Salgado, bildade han 1994 den egna fotoagenturen Amazonas Images i Paris. Han är särskilt känd för dokumentärfoton av arbetare i fattiga länder. 
Han fick Hasselbladpriset 1989 och Tyska bokhandelns fredspris 2019.
Han bodde och arbetade i Paris. Han gifte sig med Lélia Deluiz Wanick-Salgado 1967 och är far till filmmakaren Juliano Ribeiro Salgado (född 1974).